# Oorlogsmonument Ardooie

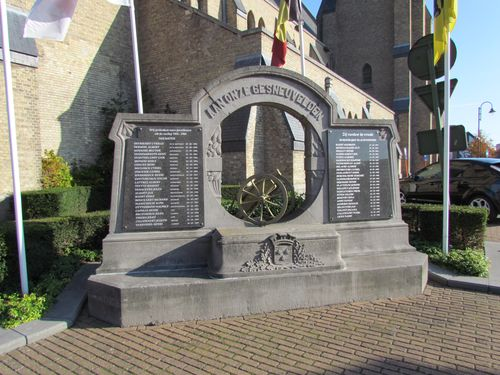
Ardooise oorlogsmonument

Het Ardooise oorlogsmonument dateert uit begin jaren 20 van de twintigste eeuw en is ter nagedachtenis aan de oorlogsslachtoffers uit Ardooie, in de Belgische provincie West-Vlaanderen in de Eerste- en Tweede Wereldoorlog. Het staat ten zuid-westen van de Sint-Martinuskerk. Het monument maakt deel uit van het cultureel erfgoed.

## Ontwerp

### Gedenksteen
De gedenksteen van het monument is ontworpen door Octave Devos, een architect uit Ardooie, op verzoek van de Belgische overheid. Zowel gesneuvelden, burgerslachtoffers en politieke slachtoffers door de Eerste Wereldoorlog staan er vermeld aan de voorkant. Aan de achterzijde staan de oorlogsslachtoffers van de Tweede Wereldoorlog. De lijst van de gesneuvelden op de gedenksteen is niet volledig.

### Kanonnetje
Kort na de Eerste Wereldoorlog deden in beslag genomen oorlogswapens van de vijand vaak dienst als oorlogstrofeeën bij gedenktekens. Zo werd in Ardooie door de Belgische overheid een klein kanon ter beschikking gesteld als essentieel onderdeel van het oorlogsmonument. Dit stond symbolisch opgesteld met de vuurmond in oostelijke richting, in de richting van Duitsland.

## Geschiedenis

### Inhuldiging na Eerste Wereldoorlog
Het gedenkteken krijgt zijn inhuldiging op 29 maart 1921. 

### Tijdens Tweede Wereldoorlog
Bij het begin van de Tweede Wereldoorlog verwijderen Duitse soldaten het kanonnetje. Gedurende de ganse oorlog blijft het monument overeind, dit in tegenstelling tot de aanpalende Sint-Martinuskerk.  

### Naoorlogse periode
Na de oorlog gaf de gemeente bij de overheid aan oorlogsschade geleden te hebben waaronder de verwijdering van het kanon bij het oorlogsmonument. De toenmalige Ardooise burgemeester Marcel Sercu en diens gemeentesecretaris mochten in Luik, waar er een verzamelplaats was van oud oorlogsmateriaal, een nieuw kanon gaan uitkiezen. Een klein kanon, zoals oorspronkelijk aanwezig op het monument in 1921, vonden ze niet onmiddellijk. Om niet met lege handen terug te moeten keren naar Ardooie lieten ze een groter exemplaar per trein vervoeren naar Ardooie. Het grote kanon werd door de Ardooienaren met flink wat hoongelach onthaald en uiteindelijk verdween het kanon bij het monument. De gemeente verkocht het kanon kort daarna aan een inwoner van Ardooie die oude wapens verzamelde. 

### Vernieuwing Marktplein
In het jaar 1999 werd het Marktplein heraangelegd en verhuisde het monument naar zijn huidige plaats. De officiële inhuldiging van het vernieuwde Marktplein vond plaats op 15 mei 1999. De gemeente Ardooie maakte van de gelegenheid gebruik en voorzag het monument van een nieuw klein kanon op het monument.